# Potameia elliptica
Potameia elliptica är en lagerväxtart som beskrevs av André Joseph Guillaume Henri Kostermans. Potameia elliptica ingår i släktet Potameia och familjen lagerväxter. Inga underarter finns listade i Catalogue of Life.